# Cachoeira da Roncadeira
A Cachoeira da Roncadeira é uma queda d'água localizada no Parque Nacional da Chapada Diamantina, na cidade brasileira de Itaetê (próximo ao limite com Andaraí), região central da Bahia.
Tem altura de oitenta metros, formando um cânion em seu entorno, próximo ao qual existe uma área de acampamento onde turistas se instalam para a visitação do Parque. No período chuvoso o acesso fica dificultado, pois as pedras na trilha se tornam escorregadias.
Fica a cerca de 30 quilômetros da sede municipal, numa área de natureza preservada, com uma trilha de acesso que dura em média duas horas de caminhada. Está a 8 quilômetros do povoado de Colônia.